# TV Crimes
"TV Crimes" es una canción de la banda británica Black Sabbath, del álbum de 1992 Dehumanizer. Fue el último sencillo de la banda en alcanzar las listas británicas.

## Personal
- Ronnie James Dio - voz
- Tony Iommi - guitarra
- Geezer Butler - bajo
- Vinny Appice - batería

## Posición en las listas
| Año  | Lista            | Posición |
| ---- | ---------------- | -------- |
| 1992 | UK Singles Chart | 33       |